# Punta de Achúyevo
La punta de Achúyevo (del ruso: Ачуевская коса) es una punta arenosa en la orilla oriental de la bahía de Temriuk del mar de Azov, junto a Primorsko-Ajtarsk, en el krai de Krasnodar del sur de Rusia. Forma la costa occidental del limán Ajtarski. Está formada por los flujos de arena movidos por las corrientes en la bahía de Temriuk. 
Tiene una longitud cercana a los 35 km. La anchura de las playas varía entre los 5 y los 15 m. En la parte meridional de la punta se halla Achúyevo.